# Adam Wood
Adam Kenneth Compton Wood (* 13. března 1955) je britský diplomat ve výslužbě. V letech 2011 až 2016 byl guvernérem ostrova Man.

## Život a kariéra
Studoval na Královském gymnáziu v High Wycombe. V roce 1977 promoval na Oriel College v Oxfordu.
Jeho pozdější diplomatická kariéra spočívala v působení v zemích Afriky. V letech 2002 až 2005 působil jako britský vysoký komisař v Ugandě a v letech 2005 až 2008 v Keni. Před svým odchodem z diplomatických služeb v roce 2010 působil v úřadu Foreign, Commonwealth and Development, ve správě britských velvyslanectví v Africe.
V listopadu 2010 byl jmenován guvernérem ostrova Man a přísahu složil 7. dubna 2011.